# نزيه أبو عفش
نزيه أبو عفش (1946) شاعر، ورسّام، وموسيقار سوري. صُدرت له 13 مجموعة شعرية حظيت بالإعتراف على نطاق واسع في العالم العربي وخارجه، ولهذا السبب ترجمت إلى العديد من اللغات. عمل معلماً في بداية رحلته المهنية، ثم محرراً لمجلة «المدى»، قبل أن يتفرغ للكتابة الأدبية. رُشح لجائزتين أدبيتين: «جائزة سلطان بن علي العويس الثقافية» و«جائزة الدولة التقديرية».

## الحياة الشخصية
ولد أبو عفش عام 1946 في قرية مرمريتا في سوريا، والتي تبعد عن مدينة حمص بحوالي 60 كم. عاش فترة من حياته في دمشق قبل أن قرر الانتقال إلى قرية مرمريتا مرة أخرى. ولأن أصله فلاح، أحَب الموسيقى والصيد، واعتبرها وسيلة للتواصل مع الطبيعة.
تزوج من ناديا، وهي معلِّمة، وأنجب منها ولدين، عمر وكنان.

## السيرة المهنية
شغل أبو عفش مناصب في مجالي التعليم والصحافة. بعدما تولى منصب معلم لفترة، نُقل إلى عمل وظيفي في مؤسسة مكافحة التسوّل، نظراً لما عانى منه من متاعب صحية. وبعدها عمل في مجال الصحافة، فتولي تحرير مجلة «المدى» الشهرية.
نُشر له العديد من المجموعات الشعرية، أولها ”الوجه الذي لا يغيب“ الصادرة عام 1967، وآخرها ”إنجيل المكفوفين“ الصادرة عام 2003، وحظيت بإعتراف واسع النطاق في كثير من الدول العربية، كسوريا، ولبنان، وقبرص، والدول الأجنبية. ترجمت أعماله إلى العديد من اللغات من بينها الإنجليزية والفرنسية، ونشرت بعض قصائده المترجمة في مجلة بانيبال.
وكان أبو عفش أحد أعضاء اتحاد الكتاب السوريين.

### أسلوب كتابته
امتاز أسلوب أبو عفش في الكتابة بضئالته، واعتماده الكبير على القواعد النحوية والمفردات المستخدمة في محادثتنا اليومية كمصدر إلهامه له، عوضاً عن التزامه بالتقاليد الشعرية السابقة. ففي قصائده، عمل على موازنه جمال الأشياء الطبيعية وبساطتها بعقم عالم الحرب ووحشيته، وما يواجهه الأفراد من اضطهاد. ويهدف من خلال شعره إلقاء الضوء على الحقائق المرّة والمحاولة في الإنخراط مع العالم بشكل عاجل. وتجسدت تلك المجهودات في قصيدة ”تسونامي“ حين تساءل: ”هل يجب لأوجاع صرخة اليأس أن تسبب أحجار المعبد وأعمدته بالإرتجاف / قبل أن يعترف الفلاسفة والعلماء بآهات / من يعاني“، ولكنه أيضاً في قصيدة ”ما يشبه الحديث مؤخرًا“ يحذر من الآتي: ”من حقنا ألا نصدق وعود أولئك الذين جاءوا لإنقاذنا“.

## مؤلفاته

### دواوين شعرية
- ”الوجه الذي لا يغيب“، حمص، 1967.
- ”عن الخوف والتماثيل“، دمشق، 1970.
- ”حوارية الموت والنخيل“، اتحاد الكتاب العرب، دمشق، 1971.
- ”وشاح من العشب لأمهات القتلى“، الاتحاد العام للكتاب والأدباء الفلسطينيين، بيروت، 1975.
- ”أيها الزمن الضيق، أيتها الأرض الواسعة“، دمشق، 1978.
- ”الله قريب من قلبي“، دار الحقائق، بيروت، 1980.
- ”هكذا أتيت.. هكذا أمضي“، دار الكلمة للنشر والتوزيع، مصر الجديدة، 1989.[7]
- ”ما ليس شيئًا“، التكوين للطباعة والنشر والتوزيع، دمشق، 1992.[7]
- ”ما يشبه كلاماً أخيرًا“، دار المدى للنشر والتوزيع، دمشق، 1997.[7]
- ”الله يبكي“، دار المدى للنشر والتوزيع، دمشق، 2001.
- ”أهل التابوت“، دار المدى للنشر والتوزيع، دمشق، 2001.
- ”الإنجيل الأعمى“، دار الآداب للنشر والتوزيع، بيروت، 2003.
- ”ذاكرة العناصر“، دار المدى للنشر والتوزيع، دمشق، 2005.
- ”الراعي الهجمي“، دار المدى للنشر والتوزيع، دمشق، 2011.

### كتب
- ”تعالوا نعرّف هذا اليأس“، دار ابن رشد للطباعة والنشر، القاهرة، 1980.
- ”بين هلاكين“، التكوين للطباعة والنشر والتوزيع، دمشق، 1982. ويجمع هذا الكتاب مزيجاً من كتابات أبو عفش وقصائده الشعرية.[7]
- ”مضى الربيع كله عكس الشعر“، دار الآداب للنشر والتوزيع، بيروت، 2014.[7]

## جوائزه
- «جائزة سلطان بن علي العويس الثقافية» عن فئة الشعر.[3]
- «جائزة الدولة التقديرية» في مجال الأدب عام 2018.[4]